# Рефери (бокс)

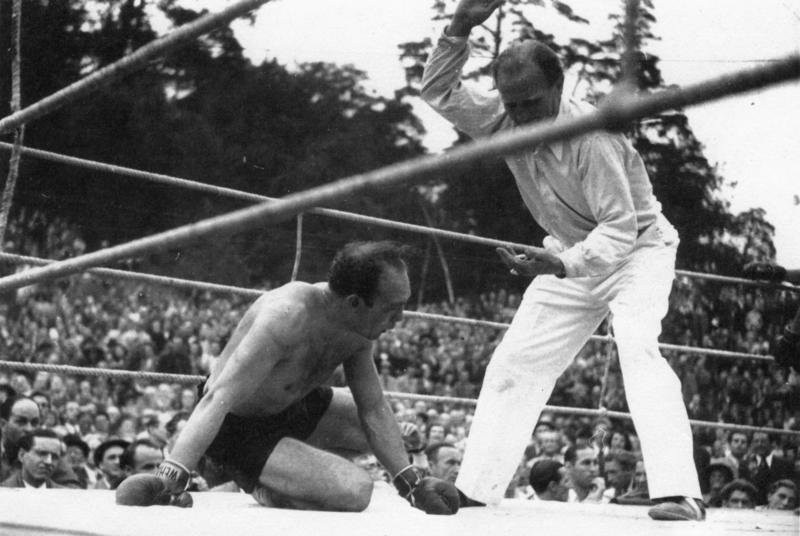
Рефери ведёт отсчёт во время нокдауна.

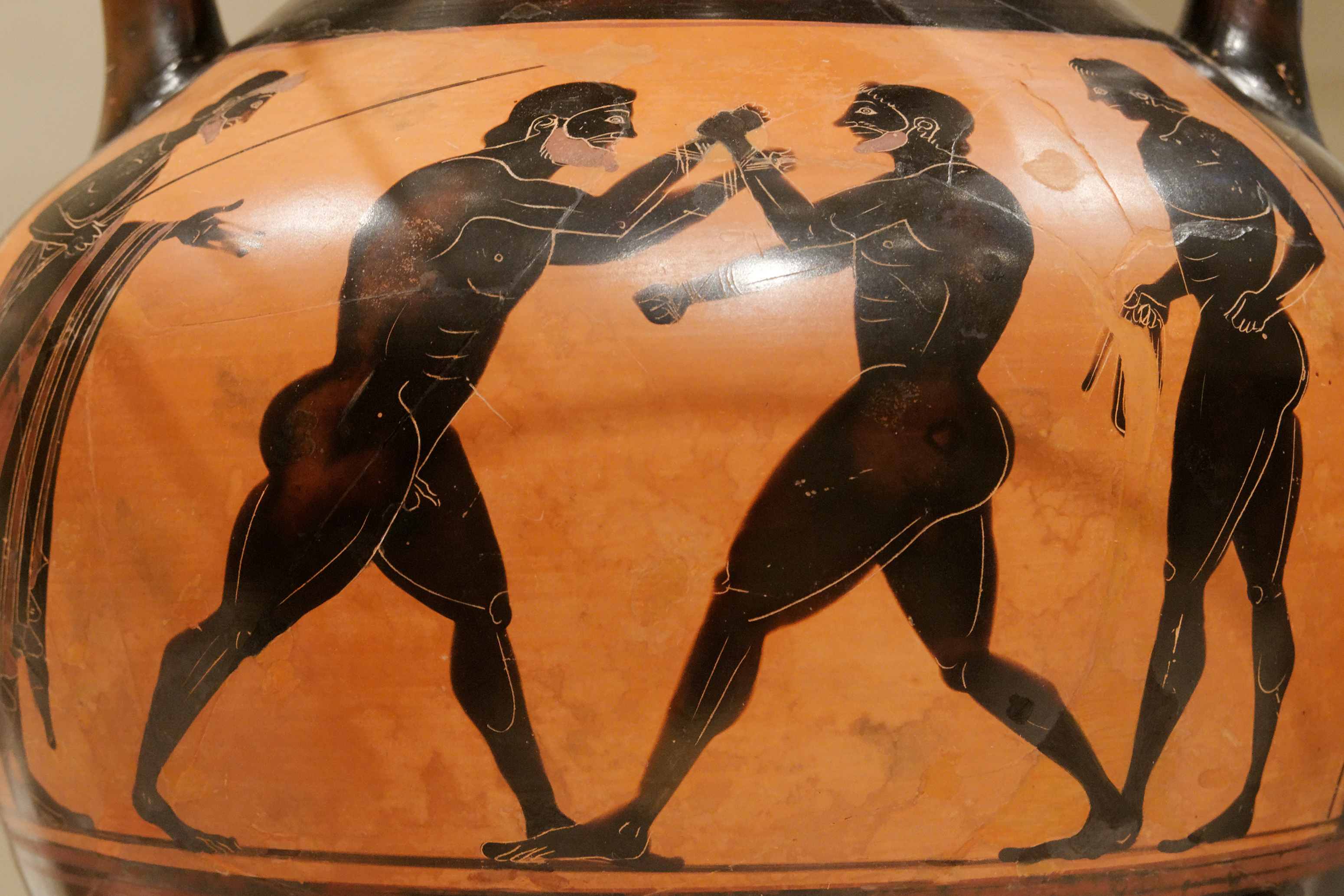
Боксёрский поединок, проводимый под надзором рефери (слева). Рисунок на древнегреческой амфоре. VI век до н. э..

В боксе рефери́ (англ. referee, от лат. referō «относить», также «судить»), арбитр (от лат. arbiter «третейский судья»), судья на ринге — человек, контролирующий ход боксёрского поединка и обеспечивающей соблюдение принципов честного спортивного соперничества и правил этого вида спорта во время боя как боксёрами-участниками, так и другими лицами (секундантами и прочими). Рефери даёт сигнал к началу и окончанию поединка, а также следит за тем, чтобы во время проведения боя здоровью спортсменов ничего не угрожало.

## Роль рефери
Рефери имеет следующие функции:
- Проверяет состояние ринга.[1]
- Даёт указания обоим боксёрам перед боем и проверяет их перчатки и экипировку.[1]
- Определяет, когда начать или остановить обратный отсчёт, в случае если один из боксёров оказался в нокдауне/нокауте.
- Определяет, когда за нарушение правил необходимо вынести предупреждение, отнять очки или дисквалифицировать.[2]
- Даёт сигналы о прекращении и возобновлении боя.[1]
- Определяет, когда состояние одного из боксёров не позволяет продолжать бой из-за угрозы здоровью, после чего останавливает бой.
- Имеет право самостоятельно объявить победу одного из боксёров в случаях, определённых правилами.[3]
- По окончании боя указывает победителя боя путём поднятия руки одного из боксёров или иным способом.[1]

В прошлом судьи также принимали участие в оценке боя. Тем не менее, эта роль постепенно перешла боковым судьям, за исключением некоторых стран.

## Внешний вид
Как правило, для выхода на ринг рефери надевают белую или синюю рубашку с короткими или длинными рукавами, а также чёрные или тёмно-синие брюки, чёрный галстук-бабочку, чёрные кожаные ботинки, туфли без каблуков или тёмные «боксёрки». По санитарным соображениям они могут использовать гигиенические латексные перчатки. Для профессиональных матчей на рубашке судьи на левой стороне груди обычно размещается вышитый шеврон (англ. Embroidered patch) с эмблемой организации, проводящей бой. На матчах между боксёрами из разных стран на левом рукаве рубашки рефери может также быть закреплён шеврон с флагом страны, которую он представляет.

## Известные рефери
| - Джо Кортес - Руби Голдштейн - Миллс Лейн - Джей Нади | - Рэнди Нойманн - Ричард Стил - Микки Ванн - Пит Подгорски | - Чарльз Итон - Фрэнк Капучино - Юрий Константинович Копцев |